# 乌督饭
乌督饭是印度尼西亚风味的蒸饭，它起源于印度尼西亚多个地方，但较具体的说法是雅加达。和馬來西亞的椰漿飯類似。
它是由蒸饭与椰浆、肉豆蔻粉、桂皮、高良薑、香茅与黄姜等等混合起来而形成的。常与预先在热辣原汤裡褒过的炸鸡、牛肉与内脏一起食用。